# オンタマ
『オンタマ』は、2005年10月4日から2012年3月31日までテレビ朝日で放送していた音楽番組。提供は2012年1月23日からはKDDI、auロゴ刷新後の20日まではau by KDDI（KDDIの携帯電話ブランド）での提供だった。

## 概要
週代わりでアーティストが登場し楽曲への思いを語る。新聞のテレビ欄での表記は音魂。ナレーターは寺瀬今日子。
また、2007年10月からオンタマLIVEと題したライブイベントを開催。過去にはUVERworldや中川翔子、Superfly、Aqua Timezなどのアーティストがライブ出演した。
2009年1月にはオンタマカーニバルと題し、フェスティバルイベントを開催。以後こちらも毎年行われていた。

## 日替わりのコーナー
パーソナルQ
出演者の近況に関する質問が出される。
マニアックQ
出演者のハマっていることや得意なことに関するマニアックな問題が出題される。
オンタマインスピレーション
出演者の名前、または新曲のタイトルを1文字ずつに区切り、その文字から始まる歌を歌ってもらう。（「ウィキペディア」なら「ウィ・キ・ペ・ディ・ア」という具合。）その文字から始まっていればどこから始まっても、どんなジャンルでも構わなく、時々歌ではないものもある。この回のみ謎の黒人2人が後ろでダンスしている。
オンタマウィスパー
お題にあった言葉を港のヨーコ・ヨコハマ・ヨコスカに乗せささやく。「『ぷっ』すま」の罰ゲームの発展形。
オンタマメール
マネージャーや出演者の中から送られたメールに対し、制限時間内に文を打ちこみ解答する。使用携帯はスポンサーのau。
オンタマオピニオン
ある一つの物事 について出演者の中の一人に熱く語ってもらう。

## 過去の出演者

### 2005年
- Crystal Kay（10月11日 - 10月15日）
- ORANGE RANGE（10月18日 - 10月22日）
- 鈴木亜美（10月25日 - 10月29日）
- CHEMISTRY（11月1日 - 11月5日）
- サンボマスター（11月8日 - 11月12日）
- TERIYAKI BOYZ（11月15日 - 11月19日）
- BoA（11月22日 - 11月26日）
- DEPAPEPE（11月29日 - 12月3日）
- 一青窈（12月6日 - 12月10日）
- 大塚愛（12月13日 - 12月17日）
- HALCALI（12月20日 - 12月23日）
- オンタマ Xmas SP（12月24日）
  - 2005 着うた年間ランキング TOP50／オンタマ 総集編
  - 大塚愛 Xmasパーティー
  - DEPAPEPE／「Xmasソングメドレー」

### 2006年
- 倖田來未（1月10日 - 1月14日）
- 平原綾香（1月17日 - 1月21日）
- ウルフルズ（1月24日 - 1月28日）
- HIGH and MIGHTY COLOR（1月31日 - 2月4日）
- 加藤ミリヤ（2月7日 - 2月11日）
- HOME MADE 家族（2月14日 - 2月18日）
- 久保田利伸（2月23日 - 2月25日）
- WaT（2月28日 - 3月4日）
- 倖田來未（2回目）（3月7日 - 3月11日）
- 矢井田瞳（3月14日 - 3月18日）
- Janne Da Arc（3月21日 - 3月25日）
- 松たか子（3月28日 - 4月1日）
- 仲間由紀恵 with ダウンローズ・BEAT CRUSADERS（4月4日 - 4月8日）
- SE7EN（4月11日 - 4月15日）
- AI（4月18日 - 4月22日）
- GOING UNDER GROUND（4月25日 - 4月29日）
- mihimaru GT（5月2日 - 5月6日）
- Sowelu（5月9日 - 5月13日）
- BONNIE PINK（5月16日 - 5月20日）
- AAA（5月23日 - 5月27日）
- 愛内里菜（5月30日 - 6月3日）
- 伴都美子（6月6日 - 6月10日）
- 平井堅（6月13日 - 6月17日）
- 木村カエラ（6月20日 - 6月24日）
- つんく（6月27日 - 7月1日）
- ポルノグラフィティ（7月4日 - 7月8日）
- ENDLICHERI☆ENDLICHERI（7月11日 - 7月15日）
- ブライアン・リトレル（7月18日 - 7月22日）
- D-51（7月25日 - 7月29日）
- 大塚愛（2回目）・真木よう子・中村俊太（8月1日 - 8月5日）
- Every Little Thing（8月8日 - 8月12日）
- スキマスイッチ（8月15日 - 8月19日）
- aiko（8月22日 - 8月26日）
- Ken（8月29日 - 9月2日）
- スガシカオ（9月5日 - 9月9日）
- マシュー南（9月12日 - 9月16日）
- コブクロ（9月19日 - 9月22日）
- 絢香（9月26日 - 9月29日）
- 徳永英明（10月3日 - 10月7日）
- ステイシー・オリコ（10月10日 - 10月14日）
- 橘慶太（10月17日 - 10月21日）
- リリメグ（10月24日 - 10月28日）
- KREVA（10月31日 - 11月4日）
- 島谷ひとみ（11月7日 - 11月11日）
- DJ OZMA（11月14日 - 11月18日）
- CHEMISTRY（2回目）（11月21日 - 11月25日）
- RIP SLYME（11月28日 - 12月2日）
- いきものがかり（12月5日 - 12月9日）
- SunSet Swish（12月12日 - 12月16日）
- 柴咲コウ（12月19日 - 12月22日）
- オンタマ 年末SP 1時間拡大版（12月29日）
  - 2006年 年間着うたランキング
  - 2006年 総集編 : 柴咲コウ・EXILE・BoA

### 2007年
- Salyu（1月9日 - 1月13日）
- EXILE（1月16日 - 1月20日）
- BoA（2回目）（1月23日 - 1月27日）
- HIGH and MIGHTY COLOR（2回目）（1月30日 - 2月3日）
- TRF（2月6日 - 2月10日）
- 木村カエラ（2回目）（2月13日 - 2月17日）
- SOUL'd OUT（2月20日 - 2月24日）
- CHARA（2月27日 - 3月3日）
- HY（3月6日 - 3月10日）
- RIZE（3月13日 - 3月17日）
- サスケ（3月20日 - 3月24日）
- YUI（3月27日 - 3月31日）
- ナイス橋本（4月3日 - 4月7日）
- ENDLICHERI☆ENDLICHERI（2回目）（4月10日 - 4月14日）
- ET-KING（4月17日 - 4月21日）
- チャットモンチー（4月24日 - 4月28日）
- mihimaru GT（2回目）（5月1日 - 5月5日）
- 上木彩矢（5月8日 - 5月12日）
- ミーシャ・ウィリアムス（5月15日 - 5月19日）
- 松田聖子（5月22日 - 5月26日）
- リア・ディゾン（5月29日 - 6月2日）
- BEAT CRUSADERS（2回目）（6月5日 - 6月9日）
- スガシカオ（2回目）（6月12日 - 6月16日）
- Crystal Kay（2回目）（6月19日 - 6月23日）
- MONKEY MAJIK（7月24日 - 7月28日）
- BONNIE PINK（2回目）（7月31日 - 8月2日）
- スキマスイッチ（2回目）（8月7日 - 8月11日）
- 米米CLUB（8月14日 - 8月18日）
- 175R（8月21日 - 8月25日）
- やなわらばー（8月28日 - 9月1日）
- KREVA（2回目）（9月4日 - 9月8日）
- RSP（9月11日 - 9月15日）
- 中川翔子（9月18日 - 9月22日）
- 大塚愛（4回目）（9月25日 - 9月29日）
- PUFFY（10月2日 - 10月6日）
- UVERworld（10月9日 - 10月13日）
- SEAMO（10月16日 - 10月20日）
- 高橋瞳（10月23日 - 10月27日）
- チャットモンチー（2回目）（10月30日 - 11月3日）
- 木村カエラ（3回目）（11月6日 - 11月10日）
- いきものがかり（2回目）（11月13日 - 11月17日）
- L'Arc〜en〜Ciel（11月20日 - 11月24日）
- Aqua Timez（11月27日 - 12月1日）
- 高杉さと美（12月4日 - 12月8日）
- FLOW（12月11日 - 12月15日）
- FUNKY MONKEY BABYS（12月18日 - 12月21日）

### 2008年
- コブクロ（2回目）（1月8日 - 1月12日）
- 奥田民生（1月15日 - 1月19日）
- CHEMISTRY（3回目）（1月22日 - 1月26日）
- エレファントカシマシ（1月29日 - 2月2日）
- 観月ありさ（2月5日 - 2月9日）
- 平原綾香（2回目）（2月12日 - 2月16日）
- m-flo（2月19日 - 2月23日）
- ジミー・ペイジ（2月26日 - 3月1日）
- BoA（4回目）（3月4日 - 3月8日）
- 森山直太朗（3月11日 - 3月15日）
- FLOW（2回目）（3月18日 - 3月22日）
- EXILE（2回目）（3月25日 - 3月29日）※3月27日は「FIFAワールドカップアジア3次予選」のため休止
- aiko（2回目）（4月1日 - 4月5日）
- HOME MADE 家族（2回目）（4月8日 - 4月12日）
- RIZE（2回目）（4月15日 - 4月19日）
- 東方神起（4月22日 - 4月26日）
- 水谷豊（4月29日 - 5月3日）
- ジャネット・ジャクソン（5月6日 - 5月10日）
- 愛内里菜（2回目）（5月13日 - 5月17日）
- 松田聖子（2回目）（5月20日 - 5月24日）
- mihimaru GT（3回目）（5月27日 - 5月31日）
- BEAT CRUSADERS（3回目）（6月3日 - 6月7日）
- T.M.Revolution（6月10日 - 6月14日）
- JYONGRI（6月17日 - 6月21日）
- 絢香（2回目）（6月24日 - 6月28日）
- CHARA（2回目）（7月1日 - 7月5日）
- 大橋卓弥（7月8日 - 7月12日）
- Perfume（7月15日 - 7月17日）
- w-inds.（7月22日 - 7月26日）
- FUNKY MONKEY BABYS（2回目）（7月29日 - 7月31日）※8月1日・8月2日は「全英オープンゴルフ」のため休止
- Crystal Kay（3回目）（8月5日 - 8月9日）
- 斉藤和義（8月12日 - 8月16日）※8月13日は「北京オリンピック」のため休止
- アヴリル・ラヴィーン（8月20日 - 8月23日）※8月19日は「北京オリンピック」のため休止
- Coldplay（8月26日 - 8月30日）
- MONKEY MAJIK（2回目）（9月2日 - 9月6日）
- AI（2回目）（9月9日 - 9月13日）
- スガシカオ（3回目）（9月16日 - 9月20日）
- 星村麻衣（9月23日 - 9月27日）
- Ne-Yo（9月30日 - 10月4日）
- Aqua Timez（2回目）（10月7日 - 10月11日）
- いきものがかり（3回目）（10月14日 - 10月18日）
- SCANDAL（10月21日 - 10月25日）
- コブクロ（3回目）（10月28日 - 11月1日）
- alan（11月4日 - 11月8日）
- SHAKALABBITS（11月11日 - 11月15日）
- 福原美穂（11月18日 - 11月22日）
- moumoon（11月25日 - 11月29日）
- 平原綾香（3回目）（12月2日 - 12月6日）
- ダニエル・パウター（12月9日 - 12月13日）
- FLOW（3回目）（12月16日 - 12月20日）
- capsule（12月23日 - 12月25日）

### 2009年
- ブルーマングループ（1月6日 - 1月10日）
- KREVA（3回目）（1月13日 - 1月17日）
- 倖田來未（3回目）（1月20日 - 1月24日）
- TERIYAKI BOYZ（2回目）（1月27日 - 2月1日）
- GO!GO!7188（2月3日 - 2月7日）
- ストレイテナー（2月10日 - 2月14日）
- UNICORN（2月17日 - 2月21日）
- Bahashishi（2月24日 - 2月28日）
- チャットモンチー（2回目）（3月3日 - 3月7日）
- レミオロメン（3月10日 - 3月14日）
- KREVA（4回目）（3月17日 - 3月21日）
- 吉井和哉（3月24日 - 3月28日）
- 柴咲コウ（2回目）（3月31日 - 4月4日）
- 東方神起（2回目）（4月7日 - 4月11日）
- 剛紫（4月14日 - 4月18日）
- monobright（4月21日 - 4月25日）
- Perfume（2回目）（7月7日 - 7月11日）
- トータス松本（7月14日 - 7月18日）
- ET-KING（2回目）（7月21日 - 7月25日）
- ケイティ・ペリー（7月28日 - 8月1日）
- ORANGE RANGE（2回目）（8月4日 - 8月8日）
- NICO Touches the Walls（8月11日 - 8月15日）
- 電気グルーヴ（8月18日 - 8月22日）
- Acid Black Cherry（8月25日 - 8月29日）
- Black Eyed Peas（9月1日 - 9月5日）
- 青山テルマ（9月8日 - 9月12日）
- 斉藤和義（2回目）（9月15日 - 9月19日）
- 倉木麻衣（9月22日 - 9月26日）
- MiChi（9月29日 - 10月3日）
- mihimaru GT（3回目）（10月6日 - 10月10日）
- Sonar Pocket（10月13日 - 10月17日）
- Aqua Timez（2回目）（10月20日 - 10月24日）
- JAY'ED（10月27日 - 10月31日）
- スキマスイッチ（3回目）（11月3日 - 11月7日）
- シーラカンズ/奥田民生（11月10日 - 11月14日）
- ショーン・キングストン（11月17日 - 11月21日）
- 松たか子（2回目）（11月24日 - 11月28日）
- NICO Touches the Walls（2回目）（11月30日 - 12月5日）
- w-inds.（2回目）（12月8日 - 12月12日）
- KREVA（5回目）（12月15日 - 12月19日）
- flumpool（12月22日 - 12月26日）
- オンタマ年末特番 未公開映像大放出SP（12月25日）
  - 進行役：電気グルーヴ
  - 年間着うたランキングBEST30
  - オンタマ年末トーク：EXILE・flumpool・AKB48・Lil'B
  - 勝手にアワード（年間大賞）

### 2010年
- 秦基博（1月5日 - 1月9日）
- ヒルクライム（1月12日 - 1月16日）
- 東京スカパラダイスオーケストラ（1月19日 - 1月23日）
- HY（1月26日 - 1月30日）
- バックストリート・ボーイズ（2月2日 - 2月6日）
- BoA（2月9日 - 2月13日）
- FUNKY MONKEY BABYS（3回目）（2月16日 - 2月20日）※バンクーバーオリンピック・ハイライト放送のため、10分遅延。
- AAA（2回目）（2月23日 - 2月27日）※バンクーバーオリンピック・ハイライト放送のため、10分遅延。
- 今井翼（3月2日 - 3月6日）
- 50TA（3月9日 - 3月13日）
- JUJU（3月16日 - 3月20日）
- HiGE（3月23日 - 3月27日）
- aiko（2回目）（3月30日 - 4月3日）
- テイラー・スイフト（4月6日 - 4月10日）
- Perfume（3回目）（4月13日 - 4月17日）
- 中川翔子（4月27日 - 5月1日）
- 植村花菜（5月4日 - 5月8日）
- スガシカオ（4回目）（5月11日 - 5月15日）
- THE BAWDIES（5月18日 - 5月22日）
- 松田聖子（3回目）（5月25日 - 5月29日）
- 平子理沙（6月1日 - 6月5日）
- 郷ひろみ（6月8日 - 6月12日）
- HALCALI（2回目）（6月15日 - 6月19日）
- mihimaru GT（4回目）（6月23日 - 6月26日）※6月22日は「2010FIFA ワールドカップ チリ×スイス」のため休止
- 西野カナ（6月29日 - 7月3日）
- 倖田來未（4回目）（7月6日 - 7月10日）
- ザ!!トラベラーズplus（7月13日 - 7月15日）※7月16日・17日は「全英オープンゴルフ」のため休止
- ベッキー♪♯（7月20日 - 7月24日）
- GACKT（7月27日 - 7月29日）※7月30日・31日は「全英リコー女子オープンゴルフ」のため休止
- RIP SLYME（2回目）（8月3日 - 8月7日）
- ken（8月10日 - 8月14日）
- 横山剣（8月17日 - 8月21日）
- lecca（8月24日 - 8月28日）
- アンジェラ・アキ（8月31日 - 9月4日）
- トータス松本（9月7日 - 9月11日）
- BIGBANG（9月14日 - 9月18日）
- 土屋アンナ（9月21日 - 9月25日）
- シド（9月28日 - 10月2日）
- 秦基博（2回目）（10月5日 - 10月9日）
- 関ジャニ∞（10月12日 - 10月16日）
- 斉藤和義（3回目）（10月19日 - 10月23日）
- スピッツ（10月26日 - 10月30日）
- いきものがかり（4回目）（11月2日 - 11月6日）
- Perfume（4回目）（11月9日 - 11月13日）
- FLOW（4回目）（11月16日 - 11月20日）
- KARA（11月23日 - 11月27日）
- AAA（3回目）（11月30日 - 12月4日）
- 超新星（12月7日 - 12月11日）
- Ne-Yo（2回目）（12月14日 - 12月18日）
- 及川光博（12月21日 - 12月25日）

### 2011年
- たむらぱん（1月5日 - 1月8日）
- 黒木メイサ（1月11日 - 1月15日）
- flumpool（2回目）（1月18日 - 1月21日）※1月22日は「AFCアジアカップ2011準々決勝 日本×カタール」のため休止
- スキマスイッチ（4回目）（1月25日 - 1月29日）※1月26日は「AFCアジアカップ2011準決勝 日本×韓国」のため休止
- 遊助（2月1日 - 2月5日）
- THE 野党、遊助（2回目）（2月8日 - 2月12日）
- シド（2回目）（2月15日 - 2月19日）
- 小泉今日子（2月22日 - 2月26日）
- CHEMISTRY（4回目）（2月29日 - 3月5日）
- EXILE（3回目）（3月8日 - 3月11日）※3月12日は東日本大震災による報道特番のため休止
- ポルノグラフィティ（2回目）（3月17日 - 3月19日）※3月15日は東日本大震災による報道特番、16日は静岡県東部地震による報道特番のため休止
- アヴリル・ラヴィーン（2回目）（3月22日 - 3月26日）
- 堂本剛（2回目）（3月29日 - 4月2日）
- NICO Touches the Walls（3回目）（4月5日 - 4月9日）
- SCANDAL（2回目）（4月12日 - 4月16日）
- ナオト・インティライミ（4月19日 - 4月23日）
- コブクロ（4回目）（4月26日 - 4月30日）
- NERDHEAD、倉木麻衣（2回目）（5月3日 - 5月7日）
- Perfume（5回目）（5月10日 - 5月14日）
- 2PM（5月17日 - 5月21日）
- ユニコーン（5月24日 - 5月28日）
- 三代目J Soul Brothers（5月31日 - 6月4日）
- 観月ありさ（2回目）（6月7日 - 6月11日）
- 松田聖子（4回目）（6月14日 - 6月18日）
- miwa（6月21日 - 6月25日）
- 西野カナ（2回目）（6月28日 - 7月2日）
- 高橋優（7月5日 - 7月9日）
- GACKT（2回目）（7月12日 - 7月14日）※7月15日・16日は「全英オープンゴルフ」のため休止
- 竹中直人（7月19日 - 7月23日）
- SKE48（7月26日 - 7月28日）※7月29日・30日は「全英リコー女子オープンゴルフ」のため休止
- SPEED（8月2日 - 8月6日）
- 加藤ミリヤ（2回目）（8月9日 - 8月13日）
- 久保田利伸（2回目）（8月16日 - 8月20日）
- スガシカオ（5回目）（8月23日 - 8月27日）
- KREVA（6回目）（8月30日 - 9月3日）
- OKAMOTO'S（9月6日 - 9月10日）
- AAA（4回目）（9月13日 - 9月17日）
- Every Little Thing（2回目）（9月20日 - 9月24日）
- 東方神起（3回目）（9月27日 - 10月1日）
- 木村カエラ（4回目）（10月4日 - 10月8日）
- スキマスイッチ（5回目）（10月11日 - 10月15日）
- 斉藤和義（4回目）（10月18日 - 10月22日）
- シェネル（10月25日 - 10月29日）
- YUI（2回目）（11月1日 - 11月5日）
- PUFFY（2回目）（11月8日 - 11月12日）
- 2NE1（11月15日 - 11月19日）
- JAY'ED（2回目）（11月22日 - 11月26日）※11月23日は「サッカー・ロンドン五輪アジア地区最終予選 バーレーン×日本」のため休止
- Perfume（6回目）（11月29日 - 12月3日）
- NICO Touches the Walls（4回目）（12月6日 - 12月10日）
- 三代目J Soul Brothers（2回目）（12月13日 - 12月17日）
- FUNKY MONKEY BABYS（4回目）（12月20日 - 12月22日）

### 2012年
- Fairies（1月5日 - 1月7日）
- きゃりーぱみゅぱみゅ（1月10日 - 1月14日）
- 北乃きい（1月17日 - 1月21日）
- Sonar Pocket（2回目）（1月24日 - 1月28日）
- CNBLUE（1月31日 - 2月4日）
- L'Arc〜en〜Ciel（2回目）（2月7日 - 2月11日）
- 乃木坂46（1stシングル選抜メンバー）（2月14日 - 2月18日）
- AI（3回目）（2月21日 - 2月25日）
- いきものがかり（5回目）（2月28日 - 3月3日）
- HY（2回目）（3月6日 - 3月10日）
- 清水翔太（3月13日 - 3月17日）
- SEKAI NO OWARI（3月20日 - 3月24日）
- ポルノグラフィティ（3回目）（3月27日 - 3月31日）

## オンタマカーニバル
全て横浜アリーナでの開催
- 2009年1月24日・25日 - au by KDDI presents オンタマカーニバル 2009
出演:いきものがかり/UVERworld/大塚愛/斉藤和義/チャットモンチー/FUNKY MONKEY BABYS/flumpool/MONOBRIGHT/Aqua Timez/KREVA/倖田來未/東方神起/Perfume/福原美穂/Blue Man Group/moumoon
- 2010年1月23日・24日 - オンタマカーニバル 2010
出演:WEAVER/S.R.S/秦基博/Aqua Timez/flumpool/スガシカオ/東京スカパラダイスオーケストラ with 奥田民生/グループ魂/HY/Hilcrhyme/間々田優/超新星/THE BAWDIES/NICO Touches the Walls/mihimaru GT/FUNKY MONKEY BABYS/BoA/UVERworld
- 2011年1月29日・30日 - au by KDDI presents オンタマカーニバル 2011
出演:Cocco/斉藤和義/スキマスイッチ/SCANDAL/ねごと/Perfume/THE 野党/CHEMISTRY/三代目J Soul Brothers/シド/超新星/AAA/遊助/西野カナ/
- 2012年1月28日・29日 - au by KDDI presents オンタマカーニバル 2012
出演:AI/三代目J Soul Brothers/清水翔太/TRF/2NE1/ORANGE RANGE/シド/SCANDAL/SEKAI NO OWARI/CNBLUE/moumoon

## ネット局
| 放送対象地域 | 放送局                 | 放送時間                                                                  | 備考                  |
| ------------ | ---------------------- | ------------------------------------------------------------------------- | --------------------- |
| 関東広域圏   | テレビ朝日（EX）       | 火曜 - 土曜 0:15 - 0:20 （月曜 - 金曜深夜）                               | 制作局                |
| 秋田県       | 秋田朝日放送（AAB）    | 火曜 - 土曜 0:15 - 0:20 （月曜 - 金曜深夜）                               | 2009年10月6日放送開始 |
| 山形県       | 山形テレビ （YTS）     | 火曜 - 土曜 0:15 - 0:20 （月曜 - 金曜深夜）                               |                       |
| 新潟県       | 新潟テレビ21 （UX）    | 火曜 - 土曜 1:20 - 1:25 （月曜 - 金曜深夜）                               | 2009年10月6日放送開始 |
| 静岡県       | 静岡朝日テレビ（SATV） | 火曜 - 金曜 2:25 - 2:30 （月曜 - 木曜深夜） 土曜 2:40 - 2:45 （金曜深夜） |                       |

## 備考
- 2009年2月3日放送の『ロンドンハーツSP』で狩野英孝へのドッキリ企画の一環で、この番組のニセ収録が行なわれた。ナレーションは司会の田村淳が行なったが、淳が途中でうっかり吹き出した為、本来のナレーターである寺瀬が地声で謝罪したシーンも放送された。
- 番組開始から2009年10月2日までは、0:10 - 0:15の放送だったが、同年10月3日からは『ネオバラエティ』、『金曜ナイトドラマ』の放送時間拡大（5分拡大）に伴い、0:15 - 0:20に変更された。